# Lyndon Rive
Pour les articles homonymes, voir Rive.
Lyndon Robert Rive né le 22 janvier 1977, est un homme d'affaires sud-africain et américain, connu pour être le cofondateur avec son frère Peter de SolarCity, dont il est le directeur général jusqu'en 2016. Lyndon Rive est le cousin germain d'Elon Musk, leurs mères, Kaye Rive et Maye Musk, étant sœurs jumelles,.

## Biographie
Lyndon Rive lance sa première entreprise à l'âge de 17 ans, avant de quitter son pays natal, l'Afrique du Sud. Il cofonde la société de logiciels d'entreprise Everdream, qui a finalement est acquise par Dell. En 2010, Rive a été nommé par le MIT Technology Review parmi les « Innovateurs de moins de 35 ans », figurant ainsi parmi les 35 meilleurs innovateurs mondiaux de moins de 35 ans.
Après l’acquisition de SolarCity par Tesla en 2016, Rive annonce en 2017 qu’il quitte l’entreprise pour passer davantage de temps avec sa famille et se consacrer à de nouvelles activités entrepreneuriales, notamment le lancement d’une nouvelle startup,.